# 16105 Marksaunders
16105 Marksaunders è un asteroide della fascia principale. Scoperto nel 1999, presenta un'orbita caratterizzata da un semiasse maggiore pari a 3,0574520 UA e da un'eccentricità di 0,1346166, inclinata di 10,55416° rispetto all'eclittica.